# Сминдух
Сминдух (Trigonella) е род покритосеменни растения от семейство Бобови (Fabaceae). Той включва около 130 вида, най-известният от които е обикновеният сминдух (Trigonella foenum-graecum), който се използва за подправка.

## Видове
- Trigonella arabica
- Trigonella caerulea – Полски сминдух; син сминдух; гъбена трева; сминдух
- Trigonella calliceras
- Trigonella corniculata
- Trigonella cretica
- Trigonella foenum-graecum – Градинския сминдух (сминдух, тилчец, чимен, пой, крива мерудия, рогата чубрица)
- Trigonella gladiata
- Trigonella hamosa
- Trigonella monantha
- Trigonella monspeliaca
- Trigonella orthoceras
- Trigonella polycerata
- Trigonella procumbens
- Trigonella purpurascens